# Risoluzione di Lee

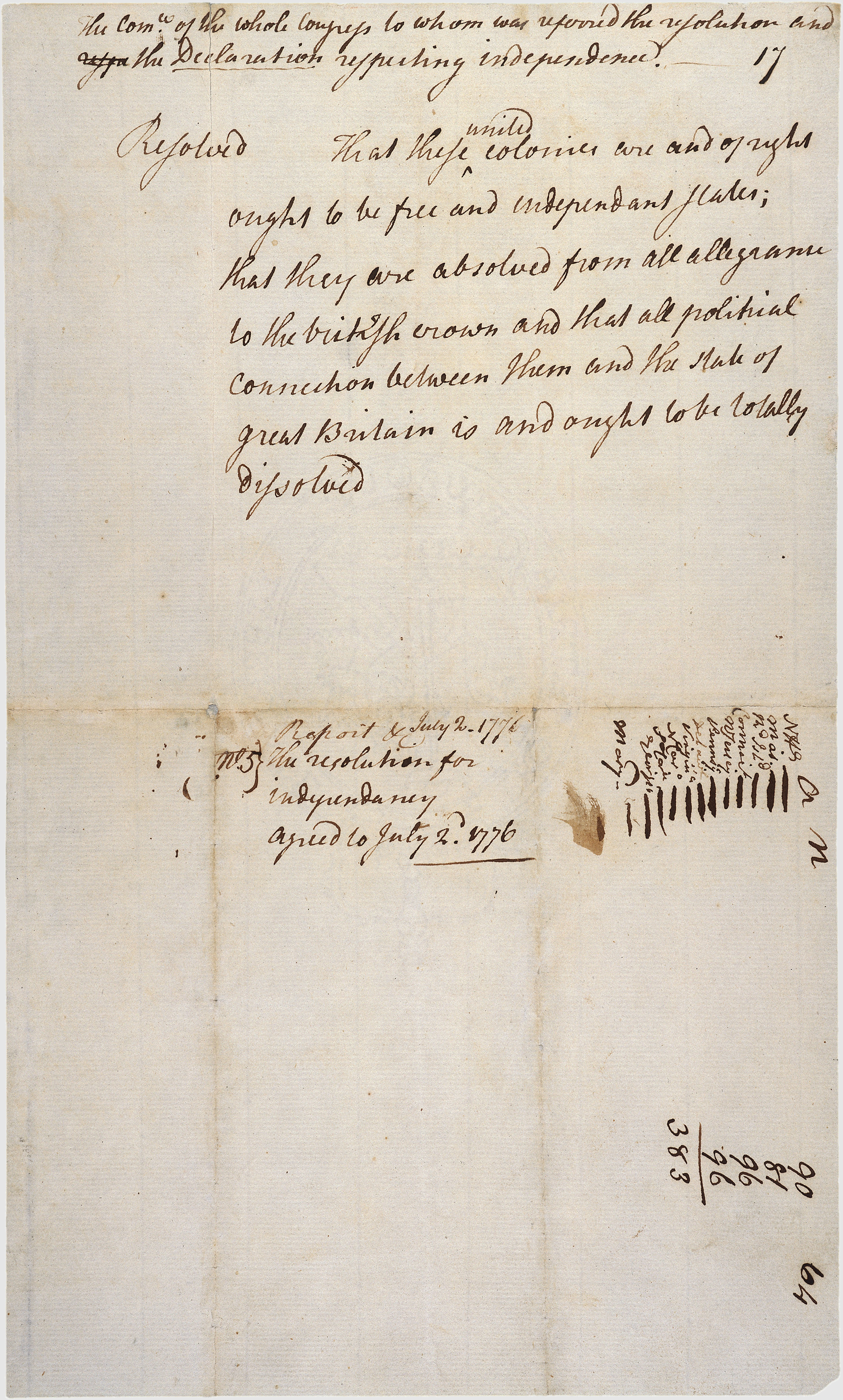
"La risoluzione per l'indipendenza concordata il 2 luglio 1776". I tratti in basso a destra indicano le 12 colonie che votarono la mozione. La Provincia di New York si astenne.

La Risoluzione Lee, conosciuta anche come Risoluzione per l'indipendenza, fu la dichiarazione formale approvata dal Secondo congresso continentale il 2 luglio 1776, che stabiliva che le Tredici Colonie, allora chiamate Colonie Unite, fossero "Stati liberi e indipendenti" e separate dall'Impero Britannico, dando vita a quella che sarebbe diventata la nazione degli Stati Uniti d'America. La notizia di questo atto fu pubblicata quella sera sul The Pennsylvania Evening Post e il giorno successivo sul The Pennsylvania Gazette. La Dichiarazione di Indipendenza annunciò ufficialmente e spiegò le motivazioni dell'indipendenza e fu approvata due giorni dopo, il 4 luglio 1776.

## Genesi
La risoluzione prende il nome da Richard Henry Lee della Virginia, che la propose al Congresso dopo aver ricevuto istruzioni e formulazione dalla Quinta Convenzione della Virginia e dal suo Presidente Edmund Pendleton. La risoluzione completa di Lee aveva tre parti che furono prese in considerazione dal Congresso il 7 giugno 1776. Oltre alla questione dell'indipendenza, propose anche di stabilire un piano per le future relazioni estere americane e di preparare un piano di confederazione da sottoporre agli stati. Il Congresso decise di affrontare ciascuna di queste tre parti separatamente.
Alcune fonti indicano che Lee utilizzò quasi letteralmente il linguaggio delle istruzioni della Convenzione della Virginia. Il voto sulla prima parte della risoluzione fu ritardato per diverse settimane mentre si consolidava il sostegno statale e le istruzioni legislative per l'indipendenza, ma la pressione degli eventi costrinse le altre parti meno discusse a procedere immediatamente. Il 10 giugno il Congresso decise di formare un comitato per redigere una dichiarazione di indipendenza nel caso in cui la risoluzione fosse approvata; il giorno successivo, John Adams, Thomas Jefferson, Benjamin Franklin, Roger Sherman e Robert R. Livingston furono nominati come Commissione dei Cinque per portare a termine questo compito. Lo stesso giorno, il Congresso decise di istituire altri due comitati per sviluppare le ultime due parti della risoluzione. Il giorno successivo, un altro comitato di cinque (John Dickinson, Benjamin Franklin, John Adams, Benjamin Harrison V e Robert Morris) fu istituito per preparare un piano di trattati da proporre alle potenze straniere; fu creato un terzo comitato, composto da un membro per ogni colonia, per preparare una bozza di una costituzione per la confederazione degli stati.
Il comitato incaricato di preparare un piano di trattati presentò il suo primo rapporto il 18 luglio, in gran parte scritto da John Adams. Fu autorizzata una stampa limitata del documento, che fu revisionato e modificato dal Congresso nelle cinque settimane successive. Il 27 agosto, il piano emendato dei trattati fu rinviato al comitato per sviluppare istruzioni relative agli emendamenti, e Richard Henry Lee e James Wilson furono aggiunti al comitato. Due giorni dopo, il comitato fu autorizzato a preparare ulteriori istruzioni e a riferire al Congresso. La versione formale del piano dei trattati fu adottata il 17 settembre. Il 24 settembre, il Congresso approvò le istruzioni per negoziare con i commissari per ottenere un trattato con la Francia, sulla base del modello fornito nel piano dei trattati; il giorno successivo, Benjamin Franklin, Silas Deane e Thomas Jefferson furono eletti commissari presso la corte di Francia. Un'alleanza con la Francia era considerata vitale per vincere la guerra con la Gran Bretagna e per la sopravvivenza della nazione appena dichiarata.
Il comitato che redigeva un piano di confederazione era presieduto da John Dickinson; presentò i suoi risultati iniziali al Congresso il 12 luglio 1776. Seguirono lunghi dibattiti su questioni come la sovranità, i poteri esatti da conferire al governo confederale, l'opportunità di avere un sistema giudiziario e le procedure di voto. La bozza finale degli Articoli della Confederazione fu preparata durante l'estate del 1777 e approvata dal Congresso per la ratifica da parte dei singoli stati il 15 novembre 1777, dopo un anno di dibattiti. Continuò ad essere utilizzata da quel momento in poi, sebbene non fosse ratificata da tutti gli stati fino a quasi quattro anni dopo, il 1º marzo 1781.

## Verso l'indipendenza
Quando la Guerra d'indipendenza americana iniziò nel 1775, pochi coloni nell'America del Nord Britannica sostenevano apertamente l'indipendenza dalla Gran Bretagna. Il supporto all'indipendenza crebbe costantemente nel 1776, specialmente dopo la pubblicazione del pamphlet di Thomas Paine Common Sense nel gennaio di quell'anno. Nel Secondo Congresso Continentale, il movimento verso l'indipendenza fu guidato principalmente da un'alleanza informale di delegati, in seguito conosciuta come "Adams-Lee Junto", da Samuel Adams e John Adams del Massachusetts e Richard Henry Lee della Virginia.
Il 15 maggio 1776, la rivoluzionaria Quinta Convenzione della Virginia, allora riunita a Williamsburg, approvò una risoluzione che istruiva i delegati della Virginia al Congresso Continentale di
In conformità con queste istruzioni, il 7 giugno, Richard Henry Lee propose la risoluzione al Congresso e fu appoggiato da John Adams.
Il Congresso nel suo complesso non era ancora pronto a dichiarare l'indipendenza in quel momento, perché i delegati di alcune colonie, tra cui Maryland, Pennsylvania, Delaware, New Jersey e New York, non erano ancora stati autorizzati a votare per l'indipendenza. Il voto sulla prima clausola della risoluzione di Lee fu quindi rinviato per tre settimane, mentre i sostenitori dell'indipendenza lavoravano per ottenere il sostegno dei governi coloniali alla risoluzione. Nel frattempo, fu nominata la Commissione dei Cinque per preparare una dichiarazione formale, in modo che fosse pronta quando l'indipendenza, che ormai quasi tutti riconoscevano inevitabile, fosse approvata. Il comitato preparò una dichiarazione di indipendenza, scritta principalmente da Thomas Jefferson, e la presentò al Congresso il 28 giugno 1776.

## Approvazione e dichiarazione
La dichiarazione fu messa da parte mentre la risoluzione d'indipendenza veniva dibattuta per diversi giorni. Il voto sulla sezione relativa all'indipendenza della risoluzione Lee era stato rinviato a lunedì 1º luglio, quando fu preso in considerazione dal Comitato Plenario. Su richiesta della Carolina del Sud, la risoluzione non fu votata fino al giorno successivo nella speranza di ottenere l'unanimità. Un voto di prova aveva mostrato che la Carolina del Sud e la Pennsylvania erano contrarie, con il Delaware diviso in un pareggio tra i suoi due delegati. Il voto si tenne il 2 luglio, con cambiamenti cruciali avvenuti tra il lunedì e il martedì. Edward Rutledge riuscì a convincere i delegati della Carolina del Sud a votare sì, due delegati della Pennsylvania furono persuasi ad assentarsi e Caesar Rodney fu convocato durante la notte per rompere il pareggio del Delaware,. Così la risoluzione di indipendenza di Lee fu approvata da 12 delle 13 colonie. I delegati della colonia di New York non avevano ancora ricevuto istruzioni per votare l'indipendenza, quindi si astennero, anche se il Congresso Provinciale di New York votò il 9 luglio per "unirsi alle altre colonie nel sostenere" l'indipendenza.
L'approvazione della Risoluzione Lee fu all'epoca riportata come dichiarazione definitiva di indipendenza delle colonie dalla Gran Bretagna. Il The Pennsylvania Evening Post riferì:
(The Pennsylvania Evening Post, 2 luglio 1776)
Il Pennsylvania Gazette seguì l'esempio il giorno successivo con un suo breve rapporto:
(The Pennsylvania Gazette, 3 luglio 1776)
Dopo aver approvato la risoluzione di indipendenza il 2 luglio, il Congresso si concentrò sul testo della dichiarazione. In diversi giorni di dibattito, il Congresso apportò una serie di modifiche al testo, tra cui l'aggiunta della formulazione della risoluzione d'indipendenza di Lee nella conclusione. Il testo finale della dichiarazione fu approvato dal Congresso il 4 luglio e inviato in stampa.
John Adams scrisse a sua moglie Abigail il 3 luglio a proposito della risoluzione di indipendenza:
La previsione di Adams era sbagliata di due giorni. Fin dall'inizio, gli americani hanno celebrato l'Independence Day il 4 luglio, la data in cui è stata approvata la Dichiarazione di Indipendenza, piuttosto che il 2 luglio, la data in cui è stata adottata la risoluzione di indipendenza.
Le ultime due parti della Risoluzione Lee non furono approvate fino a mesi dopo. La seconda parte riguardante la formazione di alleanze estere fu approvata nel settembre 1776, e la terza parte riguardante un piano di confederazione fu approvata nel novembre 1777 e finalmente ratificata nel 1781.

## Cronistoria
Quanto segue riporta le voci relative alla risoluzione di indipendenza e alla Dichiarazione di Indipendenza tratte dai Journals of the Continental Congress, 1774-1789, da American Memory, pubblicato dalla Library of Congress:
- Venerdì 7 giugno: vengono presentate e appoggiate "alcune risoluzioni riguardo all'indipendenza"; la discussione è fissata per il sabato.[10]
- Sabato 8 giugno: il Congresso considera le risoluzioni ma rimanda la decisione.[11]
- Lunedì 10 giugno: il Congresso posticipa la prima parte della risoluzione di Lee di tre settimane e decide anche di nominare "un comitato per preparare una dichiarazione ai fini della suddetta prima risoluzione".[12]
- Martedì 11 giugno: il Congresso istituisce tre comitati per portare avanti la risoluzione in tre parti, e nomina cinque membri del primo "per preparare la dichiarazione".[13]
- Mercoledì 12 giugno: il Congresso nomina i membri degli altri due comitati. Uno di 13 membri per "preparare e redigere la forma di una confederazione", e l'altro di cinque membri per "preparare un piano di trattati da proporre alle potenze straniere".[14]
- Venerdì 28 giugno: il comitato presenta la sua bozza di dichiarazione, che viene ordinata di "essere messa sul tavolo".[15]
- Lunedì 1º luglio: il Congresso inizia a "prendere in considerazione la risoluzione riguardante l'indipendenza".[16]
- Martedì 2 luglio: il Congresso approva la risoluzione e inizia a considerare la dichiarazione.[17]
- Mercoledì 3 luglio: ulteriori considerazioni sulla dichiarazione.[18]
- Giovedì 4 luglio: viene approvata la Dichiarazione di Indipendenza. Il testo della Dichiarazione in questa voce del "Giornale" pubblicato, così come l'elenco delle firme, è copiato dalla versione pergamenata della Dichiarazione.[19]
- Venerdì 12 luglio: il comitato incaricato di preparare gli articoli della confederazione presenta la sua bozza, che viene letta.[20]
- Lunedì 15 luglio: il Congresso apprende che New York ora sostiene l'indipendenza.[21]
- Giovedì 18 luglio: il comitato incaricato di preparare un piano di trattati da stipulare con stati o regni stranieri presenta la sua bozza, che viene letta.[22]
- Venerdì 19 luglio: il Congresso ordina che la Dichiarazione "sia ben scritta su pergamena".[23]
- Venerdì 2 agosto: la Dichiarazione di Indipendenza viene firmata dai membri del Congresso.[24]
- Martedì 27 agosto: il piano emendato dei trattati viene rinviato al comitato per sviluppare istruzioni relative agli emendamenti apportati dal Congresso. La dimensione del comitato è stata aumentata di due membri.[25]
- Giovedì 29 agosto: il comitato per il piano dei trattati è stato autorizzato a preparare ulteriori istruzioni appropriate e a riferire al Congresso.[26]
- Martedì 17 settembre: il Congresso discute il piano emendato dei trattati da proporre alle nazioni straniere e approva [segretamente] il piano di un trattato da proporre a Sua Maestà Cristianissima (titolo del monarca francese).[27]
- Martedì 24 settembre: il Congresso riprende l'esame delle istruzioni all'agente [commissario] per quanto riguarda il perseguimento del piano di trattato con la Francia, le discute paragrafo per paragrafo, le modifica e le approva.[28]
- Giovedì 26 settembre 1776: il Congresso elegge tre commissari presso la corte di Francia: Benjamin Franklin, Silas Deane e Thomas Jefferson. Stabiliscono inoltre che "sia mantenuta la segretezza fino a nuovo ordine del Congresso; e che fino a quando non si ottenga il permesso dal Congresso di divulgare i particolari di questo affare, nessun membro potrà dire altro su questo argomento, se non che il Congresso ha preso le misure che ha ritenuto necessarie per ottenere un'alleanza straniera".[29]
- Sabato 15 novembre 1777: il Congresso approva gli Articoli della Confederazione e della Perpetua Unione per la ratifica da parte dei singoli Stati.[30]

## Votazione
- Favorevoli
  - Provincia del New Hampshire
  - Provincia della Massachusetts Bay
  - Colonia di Rhode Island e delle Piantagioni di Providence
  - Colonia del Connecticut
  - Provincia del New Jersey
  - Provincia di Pennsylvania
  - Colonia del Delaware
  - Provincia del Maryland
  - Colonia della Virginia
  - Provincia della Carolina del Nord
  - Provincia della Carolina del Sud
  - Provincia della Georgia
- Astenuti
  - Provincia di New York